# Giuseppe Terrabugio
Giuseppe Terrabugio (Fiera di Primiero, Trentino, 13 de maig de 1842 - 9 de gener de 1933) fou un compositor, organista i mestre de capella italià.
Feu els estudis universitaris a Pàdua i a Múnic, on al mateix temps assistí a les classes de l'Acadèmia Reial de Música. El 1883 s'establí a Milà. S'encarregà de la direcció de la revista Música Sacra. Va prendre part activa en la reforma de la música religiosa i fou individu de l'Acadèmia de Santa Cecília de Roma i corresponent de l'Acadèmia Reial de Florència.
Entre les seves nombroses composicions hi figuren:
- 12 misses d'1 a 4 veus, amb orgue;
- Vigílies, motets;
- Lletanies;
- Cants ambrosians;
- Cants litúrgics;
- una sonata i una fuga per a orgue;
- també se li deuen el tractat L'organista pratico.